# کوپرس
کوپرس (انگلیسی: Koppers) شرکت صنایع شیمیایی آمریکایی است، که در سال ۱۹۱۲ تأسیس شد.